# Liste des distinctions de Tokio Hotel
Le groupe de rock allemand Tokio Hotel a reçu de nombreux awards notamment dans les plus grandes cérémonies : World Music Awards, MTV Europe Music Awards, NRJ Music Awards, Grammy Awards...
Le groupe a reçu 124 récompenses en 9 ans:

## Bambi Awards
| Année | Travail nommé | Catégorie      | Résultat |
| ----- | ------------- | -------------- | -------- |
| 2005  | Tokio Hotel   | Pop - National | Lauréat  |

## Comet awards
| Année | Travail nommé   | Catégorie                 | Résultat |
| ----- | --------------- | ------------------------- | -------- |
| 2005  | Tokio Hotel     | Meilleur nouveau artiste  | Lauréat  |
| 2005  | Tokio Hotel     | Super Comet               | Lauréat  |
| 2007  | Tokio Hotel     | Meilleur Groupe           | Lauréat  |
| 2007  | Tokio Hotel     | Super Comet               | Lauréat  |
| 2007  | Der letzte Tag  | Meilleur Clip             | Lauréat  |
| 2008  | Tokio Hotel     | Meilleur Groupe           | Lauréat  |
| 2008  | Tokio Hotel     | Super Comet               | Lauréat  |
| 2008  | An deiner Seite | Meilleur Clip             | Lauréat  |
| 2008  |                 | Meilleur Concert          | Lauréat  |
| 2009  | Tokio Hotel     | Meilleur artiste en ligne | Lauréat  |
| 2010  | Tokio Hotel     | Meilleur Concert          | Lauréat  |

### Comet awards Hongrie
| Année | Travail nommé | Catégorie                             | Résultat |
| ----- | ------------- | ------------------------------------- | -------- |
| 2006  | Tokio Hotel   | Meilleur groupe international         | Lauréat  |
| 2006  | Tokio Hotel   | Meilleur nouveau groupe international | Lauréat  |

## Echo
| Année | Travail nommé                       | Catégorie                                   | Résultat   |
| ----- | ----------------------------------- | ------------------------------------------- | ---------- |
| 2006  | Tokio Hotel                         | Meilleur nouvel artiste national            | Lauréat    |
| 2006  | Tokio Hotel                         | Groupe National Pop/Rock de l'année         | Nomination |
| 2006  | Leb die Sekunde - Behind the Scenes | National/International Music DVD Production | Nomination |
| 2006  | Durch den Monsun                    | Hit de l'année national/international       | Nomination |
| 2007  | Schrei                              | National/International Music DVD Production | Nomination |
| 2007  | Der letzte Tag                      | Meilleur Clip                               | Lauréat    |
| 2008  | Tokio Hotel                         | Groupe National de l'année                  | Nomination |
| 2008  | Spring nicht                        | clip de l'année (national)                  | Lauréat    |

## Eins Live Krone
| Année | Travail nommé | Catégorie                | Résultat |
| ----- | ------------- | ------------------------ | -------- |
| 2005  | Tokio Hotel   | Meilleur nouvel artiste  | Lauréat  |
| 2006  | Tokio Hotel   | Meilleur Artiste en Live | Lauréat  |

## Golden Penguin
| Année | Travail nommé  | Catégorie                     | Résultat |
| ----- | -------------- | ----------------------------- | -------- |
| 2005  |                | Meilleur Single               | Lauréat  |
| 2005  | Tokio Hotel    | Meilleur groupe Pop Rock 2005 | Lauréat  |
| 2005  |                | Best Pop                      | Lauréat  |
| 2006  |                | Album de l'année              | Lauréat  |
| 2006  | Tokio Hotel    | Groupe de l'année             | Lauréat  |
| 2006  | Der Letzte Tag | Chanson de l'année            | Lauréat  |
| 2010  |                | Album de l'année              | Lauréat  |
| 2010  | Tokio Hotel    | Groupe de l'année             | Lauréat  |

## Goldene Stimmgabel
| Année | Travail nommé | Catégorie                | Résultat |
| ----- | ------------- | ------------------------ | -------- |
| 2006  | Tokio Hotel   | Meilleur groupe Pop      | Lauréat  |
| 2006  | Tokio Hotel   | Shooting Star            | Lauréat  |
| 2007  | Tokio Hotel   | Groupe Pop International | Lauréat  |

## NRJ Music Awards
| Année | Travail nommé | Catégorie                                     | Résultat |
| ----- | ------------- | --------------------------------------------- | -------- |
| 2008  | Tokio Hotel   | Groupe/duo/troupe international(e) de l’année | Lauréat  |
| 2010  | Tokio Hotel   | Groupe/duo/troupe international(e) de l’année | Lauréat  |

## TMF Awards
| Année | Travail nommé | Catégorie                               | Résultat |
| ----- | ------------- | --------------------------------------- | -------- |
| 2007  | Tokio Hotel   | Meilleur Artiste Pop international      | Lauréat  |
| 2007  | Tokio Hotel   | Meilleur groupe international           | Lauréat  |
| 2007  | Monsoon       | Meilleur clip international             | Lauréat  |
| 2007  | Scream        | Meilleur album international            | Lauréat  |
| 2008  | Don't Jump    | Meilleur clip international             | Lauréat  |
| 2008  | Bill Kaulitz  | Meilleur Artiste Masculin international | Lauréat  |

## World Music Awards
| Année | Travail nommé | Catégorie                | Résultat |
| ----- | ------------- | ------------------------ | -------- |
| 2006  | Tokio Hotel   | Meilleur groupe allemand | Lauréat  |

### 2006 (21 récompenses)
- Sold-out-Award of Königpilsen Arena 11/03/06  Allemagne

1. Ausverkaufte Tourhalle

- Steiger Awards 25/03/06  Allemagne

1. Artiste Nouvelle Génération

- Radio Regenbogen Awards 31/03/06  Allemagne

1. Nouvel Artiste

- Bravo Super Show 06/05/06  Allemagne

1. Meilleur groupe de Rock
2. Otto d'Or

- Bild Osgar Awards 22/05/06  Allemagne

1. Music Award

- Amadeus Awards 25/05/06  Autriche

1. Music Award

- Hungarian Readers' Popcorn Awards 26/05/06  Hongrie

1. Meilleur nouveau groupe international

- Hungarian Bravo Otto 24/06/06  Hongrie

1. Meilleur nouveau groupe
2. Meilleur groupe international

- Pop Music Lion/IMEA Award 30/09/06  Allemagne

1. Meilleur nouveau groupe

### 2007 (17 récompenses)
- European Border Breakers Awards 21/01/07  France

1. Groupe ayant vendu le plus d'albums hors Allemagne

- BZ-Kulturpreis Awards 23/01/07  Allemagne

1. Rock Award

- Bravo Super Show 28.04.07  Allemagne

1. Superband Rock
2. Otto d'Or

- DMMA 21/06/07  Allemagne

1. Most popular leading website

- Festivalbar 07/09/07  Italie

1. Digital Prize

- MTV European Music Awards 01/11/07  Europe (Allemagne)

1. Meilleur groupe sur Internet

- Premios Principales 14/12/07  Espagne

1. Meilleur groupe international

### 2008 (33 récompenses)
- Rockbjörnen Awards 24/01/08  Suède

1. Meilleur Groupe étranger

- Goldene Kamera 06/02/08  Allemagne

1. Meilleure musique nationale

- Grammy Awards 05/03/08  Finlande

1. Best International Act

- Bravo Super Show 03/05/08  Allemagne

1. Otto d'argent

- Hitkrant Awards 10/05/08  Pays-Bas

1. Meilleur concert
2. Le plus beau mec (Bill)
3. Chanson qui reste dans votre tête avec 'Monsoon'
4. "Effrayante personne " (Bill) [XD]
5. Biggest mood song avec 'Monsoon'

- TRL Awards 17/05/08  Italie

1. Meilleur N°1 de l'année (avec Monsoon)
2. Meilleur groupe

- MTV Video Music Awards 07/09/08  États-Unis

1. Nouveau meilleur artiste
2. La meilleure arrivée (à la cérémonie)

- 2008-is-over-but-not-really Awards 11/09/08  États-Unis (Sur Internet)

1. Best Newcomer 2008
2. Best German Band 08.

- Los Premios MTV LatinoAmerica Awards 16/10/08  Mexique

1. Meilleure chanson de l'année (Monsoon)
2. Meilleur Fan Club (Venezuela)
3. Meilleur Sonnerie (Monsoon)
4. Meilleur Nouvel artiste International

- MTV Europe Music Awards 06/11/08  Europe (Royaume-Uni)

1. Meilleur Concert de l'Année

- Records Awards 02/12/08  Russie

1. Meilleur vente de DVD (Zimmer 483)

- Portrait Choice Awards 26/12/08  États-Unis

1. Album de l'année (Scream)
2. Meilleur Nouvel Artiste
3. Meilleur Duo De Choc (Bill et Tom)
4. Meilleur chaîne sur Youtube (tokiohotelchannel)
5. Fansite de l'année

### 2009 (6 récompenses)
- TRL Awards 2009 16/05/09  Italie

1. Meilleur artiste TRL de l'année

- Bayrischer Musiklöwe 17/09/09  Allemagne

1. Exportation Musicale

- Audi Generation Awards 17/10/09  Allemagne

1. International

- MTV Europe Music Awards 2009 05/11/09  Europe (Allemagne)

1. Meilleur groupe

- Premios Telehit 13/11/09  Mexique (Mexico)

1. Meilleur groupe de Rock International

### 2010 (20 récompenses)
- Bravoora Awards 01/02/10  Pologne

1. Groupe de l'année

- Emma Gala Awards 04/02/10  Finlande

1. Meilleur Artiste International

- König-Pilsener Arena 26/02/10  Allemagne

1. Walf of Fame

- Regenbogen Awards 19/03/10  Allemagne

1. Meilleur Groupe International

- Premios Principales Mexique

1. Meilleur groupe International

- Kids Choice Awards Allemagne

1. Star Music Favoris

- Rockbjörnen Awards 01/09/10  Suède

1. Meilleur Chanson (Langue étrangère)
2. Meilleur Concert

- MTV EMA Awards 07/11/10  Europe (Espagne)

1. Meilleur World Stage Performance

- Bravo Otto 20/11/2010  Allemagne

1. Otto d'argent

- Spin's 2010 Readers Polls 01/12/2010  États-Unis

1. Meilleur Artiste
2. Meilleur Artiste Live
3. <Sex God Of The Year> (Bill Kaulitz)
4. Meilleur Album (Humanoid City Live)
5. Chanson de l'annee (place 1 & 2)
6. Video de l'annee (place 1 & 2)

### 2011 (12 récompenses)
- Planeta Awards 01/03/2011  Espagne

1. Meilleur Concert

- Bravoora Awards 2010 01/03/2011  Pologne

1. Meilleur Groupe
2. Meilleur Artiste du XXe siècle

- MTV O Music Awards 28/04/2011  États-Unis

1. Fan Army FTW

- MTV Video Music Aid Japan 02/07/2011  Japon

1. Best Rock Video

- MTV Fan Musi Awards 2011 10/08/2011  États-Unis

1. Best Group
2. Best Fashion

- 2 Musica Awards 14/08/2011

1. Mejor Artista En Un Versus
2. Best Videografia
3. Fashion Icon
4. Best Fan Club
5. Mejor Artista Rock

- MTV O Music Awards 30/10/2011  États-Unis

1. Best Fan Army

### 2012 (8 récompenses)
- BRAVO OTTO (Germany)

1. Super-Band Rock- Bronze Otto

- Star Planete Awards 2012 (France)

1. Mister Winter 2012 : Bill Kaulitz

- MTV Musical March Madness 2012

1. Musical March Madness Champions

- Q102's Online Competitions

1. Hottest Rocker Boys

- 2 Musica Awards

1. Best Fan Club : Aliens
2. Best Artist In A Versus

- MTV O Music Awards (USA)

1. Best Fan Army (Fan Army FTW)

- MTV Latin America Awards (Mexico)

1. Battle Of The Boy Bands

### 2013 (2 récompenses)
- [2013] MTV O MUSIC AWARDS  (USA)

1. Best Fan Army

- [2013] MTV EMA AWARDS (Amsterdam)

1. Ema Biggest Fan

### 2015 (1 récompense)
- [2015]  Italian MTV Awards (Italie)

1. Best Artist from the World